# Fédération du Népal de football
La Fédération du Népal de football (All-Nepal Football Association (en) ANFA) est une association regroupant les clubs de football du Népal et organisant les compétitions nationales et les matchs internationaux de la sélection du Népal.
La fédération nationale du Népal est fondée en 1951. Elle est affiliée à la FIFA depuis 1970 et est membre de l'AFC depuis 1971.